# Nadejda Alekséievna Agaltsova
Nadejda Alekséievna Agaltsova (en ruso:  Надежда Алексеевна Агальцова; 1938-) es una científica rusa, ganadora del Premio Lenin por su participación en el desarrollo de lentes de gran angular de Aerofotogrametría de tercera, cuarta y quinta generaciones para fines cartográficos.

## Biografía
Agaltsova nació en 1938. En 1961, se graduó en el departamento de Óptica del Instituto de Mecánica de Precisión y Óptica de Leningrado (LIPMO). Desde marzo de 1961, trabajó bajo la dirección del profesor Mikhaïl Russínov. Gracias a su desarrollo se crearon lentes para reconocimiento aéreo como "Russar-55", "Russar-63", "Russar-71", así como las lentes gran angular de alta apertura de sexta generación "Russar-93", "Russar-96", que fueron el prototipo de las lentes para el proyecto espacial Mars 96. A partir de 1969 hasta el 1971, Nadejda Agaltsova estudió formación de posgrado en el Instituto Central de Investigación de Geodesia, Cartografía y Fotografía aérea (TsNIIGAiK), y en 1972 defendió su tesis, por la cual se le concedió el grado de Doctor en Ciencias ("Doktor Nauk").
Desde febrero de 2003 Agaltsova se jubiló, pero continúa la investigación científica y los cálculos de sistemas ópticos desde su hogar.

## Premios
Agaltsova fue galardonada con varias insignias, como por ejemplo "Experto de Aeroflot", "Experta en Geodesia y Cartografía", "Topógrafo Honorario", así como las medallas de oro y bronce de la Exposición de Hitos Económicos.
- 1960 - "La mejor inventora del Departamento Principal de Geodesia y Cartografía" y "El inventor de la URSS"
- 1982 - Ganadora del Premio Lenin

## Obras
Ha publicado 35 artículos científicos, ha recibido 22 patentes de invención, en ruso: А́вторское свиде́тельство Ávtorskoie svidételstvo, así como 5 nuevas patentes de la Federación Rusa.